# Agenor Gołuchowski (1812–1875)
Gróf Agenor Gołuchowski (nem lengyel forrásokban Goluchowski; Skała Podolska, 1812. február 8. – 1875. augusztus 3.) lengyel arisztokrata, ausztriai politikus. Artur Gołuchowski tábornok öccse, Agenor Maria Gołuchowski politikus apja.

## Életpályája
A galíciai helytartótanácsnál kezdte meg szolgálatát, már helytartótanácsosként kitűnt erélyességével. 1849 és 1859 között Galícia helytartójaként szolgált, nagy szerepe volt az igazságügy szervezésében, iskolák alapításában és utak építésében. Bach lemondása után, 1859. augusztus 22-én belügyminiszterré nevezték ki. Közreműködött a monarchia újjászervezésében föderalisztikus irányban, aminek az eredménye az 1860-as októberi diploma lett. Törekvésének sok akadály állta útját, ezért 1860. december 13-án állását átengedte Schmerlingnek, és mivel az 1861. február 26-i centralisztikus alkotmányt nem helyeselte, a politikai élettől egy időre teljesen visszavonult.
1866-ban ismét Galícia helytartója lett, de 1867-ben, a „polgárminisztérium” idején elbocsátották. 1871-ben harmadszorra is kinevezték Galícia helytartójává. Haláláig a lengyel érdekeket támogatta a rutén nemzetiségi törekvésekkel szemben.